# Katharsis (literatura)

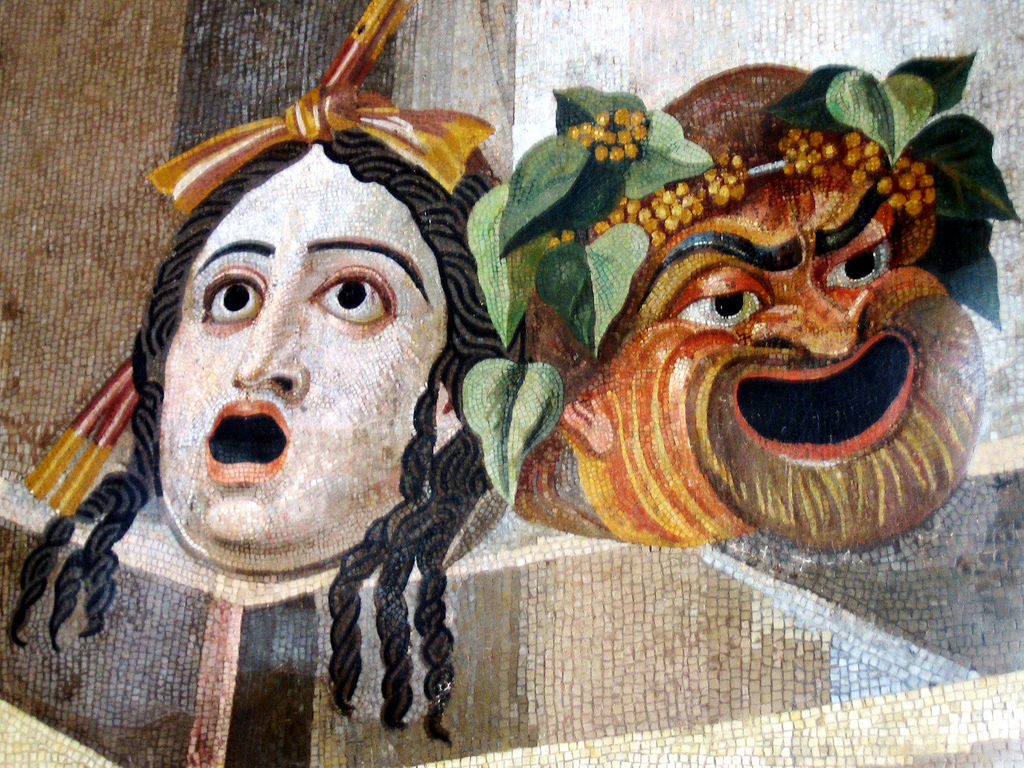
Mozaika ukazująca maski (od lewej) tragedii i komedii.

Katharsis (gr. κάθαρσις – oczyszczenie) – jedna z podstawowych cech sztuki, zwłaszcza starożytnej (antycznej), np. tragedii. Pojęcie utworzył i zdefiniował Arystoteles w VI rozdziale Poetyki. Uznał on, że celem sztuki jest wzbudzenie u widza uczuć litości i trwogi, aby przez to następnie oczyścić jego umysł z tych doznań. W XX w. ponownie wzrosło zainteresowanie katharsis, zwłaszcza dzięki psychoanalizie, do której pojęcie to zostało wprowadzone przez Breuera i Freuda. Według nowszych interpretacji istota katharsis polega na tym, że odbiorca, odczuwając litość i trwogę, bunt i cierpienie, dochodzi do zrozumienia tajemnicy losu, do pogodzenia się z nim, a także ze zbiorową mądrością i doświadczeniem.
Chociaż w języku greckim katharsis jest rzeczownikiem występującym w rodzaju żeńskim, w języku polskim jest rodzaju nijakiego („to katharsis” zamiast „ta katharsis”).